# Tillandsia novakii
Tillandsia novakii är en gräsväxtart som beskrevs av Hans Edmund Luther. Tillandsia novakii ingår i släktet Tillandsia och familjen Bromeliaceae. Inga underarter finns listade i Catalogue of Life.